# Euphorbia taifensis
Euphorbia taifensis là một loài thực vật có hoa trong họ Đại kích. Loài này được Fayed & Al-Zahrani mô tả khoa học đầu tiên năm 2007.